# Erkut Kızılırmak
Erkut Kızılırmak (İzmir, 14 september 1969) is een autocoureur uit Turkije.

## Carrière
Kızılırmak begon zijn autosportcarrière in het rallying in 1992 en stapte in 2002 over naar de touring cars. In 2005 won hij het Turkish Touring Car Championship in een Vauxhall Astra Coupé, die voorheen werd bestuurd door Yvan Muller in het British Touring Car Championship. Ook reed hij in 2005 zijn thuisrace op Istanbul Park in het World Touring Car Championship in een Seat Toledo Cupra voor het team GR Asia naast vaste coureur Tom Coronel, maar wist in geen van beide races de finish te halen.
De connectie van Kızılırmak met het BTCC en het team Triple 8 Race Engineering werden versterkt in 2006, toen hij de eerste Turkse coureur werd in het BTCC, waar hij zijn debuut maakte op het Croft Circuit in een BTC-T Vauxhall Astra Sport Hatch, die werd gemaakt uit een van de showauto's van het team. Ook nam hij deel aan het weekend op het Snetterton Motor Racing Circuit, waar hij met een dertiende plaats zijn beste resultaat behaalde.
In 2007 reed Kızılırmak het volledige seizoen in het BTCC in een VX Racing Astra Sport Hatch voor het team Arkas Racing. Met twee tiende plaatsen op Brands Hatch behaalde hij twee punten, waarmee hij negende werd in het independentskampioenschap en als 24e geklasseerd werd in het hoofdkampioenschap. Dat jaar won hij ook de eerste twee races van het Turkish Touring Car Championship.
In 2008 keerde Kızılırmak terug in het BTCC bij Arkas, wat hernoemd was naar Team Arkas Racing with Sunshine.co.uk, als onderdeel van een team met twee coureurs met naast hem Martyn Bell. Hij behaalde opnieuw een tiende plaats op de Rockingham Motor Speedway, waardoor hij met één punt 22e werd in het hoofdkampioenschap en 16e in het independentskampioenschap.